# Терцет
Терцет (от лат. tres – три, на италиански: terzetto) е вид тристишна строфа, която не се свързва с рими от следващата строфа. Трите стиха или се римуват с една и съща рима (ааа, ббб, ввв...), или един от тях остава неримуван.
Терцетът се среща най-често като съставна част от други „твърди“ стихотворни форми – сонет (състои се от два катрена и два терцета), виланела, секстин.